# Manuel Pla i Agustí
Manuel Pla i Agustí (c. 1725-1766) va ser un compositor, oboista i clavecinista català a la cort de Madrid.
Pla figura entre els principals cultivadors de la música teatral, drames harmonicos, tonadillas, etc., col·laborant amb els millors enginys del teatre espanyol de l'època com Ramón de la Cruz. El 1757 estrenà el drama còmic-harmònic Quien complace á la deidad acierta á sacrificar, llibre de Ramón de la Cruz, Cano i Olmedilla; a més, en la Biblioteca Municipal de Madrid s'hi conservan: La convocatòria, La crueldad vengada i El hospital de la moda, sainets, amb tot el seu instrumental i veus.
Ell era el mitjà de tres germans, tots 3 compositors: el germà gran, Joan Baptista Pla i Agustí (1720-1773), es va establir com a oboista a Lisboa, i el germà petit Josep Pla i Agustí (c. 1728-1762) també fou compositor.

## Obres destacades
- Salve Regina - amb Raquel Andueza, soprano, Pau Bordas, baix, Orquestra Barroca Catalana, dir. Olivia Centurioni, LMG 2011.
- Tonos divinos - Regocíjese el alma venturosa. Es tan sumo el amor de tu grandeza. Tres coronas admite de nuestro celo. etc.